# M/S Color Viking
M/S Color Viking är ett ropaxfartyg som går i trafik för Color Line på sträckan Strömstad - Sandefjord. Fartyget byggdes av Nakskov Skibsværft i Nakskov i Danmark och levererades i oktober 1985 till det danska rederiet DSB Färjedivision. Därefter köptes hon av Stena Line och har trafikerat flera linjer runt Brittiska öarna. År 2000 köptes fartyget av Color Line. Hon är systerfartyg till M/S Stena Nautica.

## Historik

### 1985–1991: DSB Färjedivision
Fartyget levererades den 18 oktober 1985 till DSB Färjedivision som M/S Peder Paars för att tillsammans med systerfartyget M/S Niels Klim trafikera linjen Århus-Kalundborg. Fartygen namngavs efter figurer i Ludvig Holbergs diktning. I oktober 1990 såldes båda fartygen till Stena Line i Göteborg och i maj 1991 ersattes de av de mindre fartygen M/S Urd och M/S Ask. Peder Paars fick det nya namnet M/S Stena Invicta och gick till varvet Schichau-Seebeckswerft i Bremerhaven, Tyskland för ombyggnad.

### 1991–2000: Stena Line
I maj 1991 chartrades fartyget ut till Sealink Stena Line, Dover, England och den sjunde juli samma år sattes hon in i Engelska kanalen på linjen Dover - Calais. Den 18 februari 1998 avslutades trafiken på linjen och fartyget lades upp i två månader. Under sommaren 1998 trafikerade fartyget linjen Umeå–Vasa under namnet M/S Wasa Jubilee, varpå hon avgick till Zeebrygge för att återigen läggas upp. I november 1999 registrerades fartyget för P&O Stena Line Ltd, Dover, England och chartrades den 12 december ut till Stena Line Ltd, England och sattes in i Irländska sjön på linjen Holyhead - Dun Laoghaire. Efter bara drygt två månader, den 18 februari 2000 flyttades fartyget till linjen Fishguard - Rosslare. Efter knappt en månad på den nya linjen chartrades fartyget ut till Color Line A/S, Oslo.

### 2000–idag: Color Line
Innan fartyget sattes i trafik, togs hon till varv i Drammen för ombyggnad. Där fick fartyget det nya namnet M/S Color Viking och registrerades i Bahamas med Nassau som registreringshamn. Den 14 juni 2000 sattes fartyget in i trafik i Skagerack på linjen mellan Strömstad och Sandefjord, vilken hon fortfarande trafikerade i oktober 2017. I maj 2001 såldes fartyget till Color Line A/S och registrerades i det norska skeppsregistret och fick Sandefjord som registreringshamn.
I november 2022 meddelade Color Line att fartyget skulle tas ur drift tillsammans med fraktfartyget Color Carrier på rutten Oslo–Kiel på grund av stigande bränsle- och energikostnader.